# Phonovectra
Phonovectra er et dansk rockband, der har eksisteret siden begyndelsen af 2004. Det består af sanger Mark Rosenér, Trommeslager Francis Nørgaard, bassist Andreas Bothmann og guitarist Allan K.
Bandet indspillede i 2006 albummet Too Young To Die i Electrical Audio med Steve Albini som producer. Albummet blev mixet af Steve Albini/Phonovectra og mastereret af John Golden. Det blev udgivet i 2007 på A:larm Music, og det modtog fire ud af seks stjerner i musikmagasinet GAFFA. Albummet blev efterfølgende re-mixet af Michael Ilbert og re-masteret af Björn Engelman.

## Diskografi
- Too Young To Die (2007)